# Foton-M2
Foton-M2 era una missione senza equipaggio utilizzante il satellite Russo Foton-M con carico utile fornito dall'Agenzia Spaziale Europea lanciata dal razzo sovietico Soyuz-U il 20 giugno 2005 alle 14:00 CET dal cosmodromo di Baikonur in Kazakistan dell'Agenzia Spaziale Russa. Questa era la seconda missione della serie Foton-M e fu la prima coronata dal successo dato che la Foton-M1 esplose durante il lancio il 15 ottobre 2002.
Il carico utile consisteva in 385 chilogrammi di esperimenti (il carico utile massimo era di 600 chilogrammi). Il satellite portava a bordo 39 esperimenti che riguardavano meccanica dei fluidi, biologia, scienza dei materiali analisi delle meteoriti, dosimetri di radiazioni e esobiologia. Molti esperimenti erano stati proposti da studenti europei all'ESA tramite un apposito programma.
Un esperimento molto interessante riguardava il verificare la capacità dei licheni di sopravvivere nello spazio e l'esperimento ebbe successo dato che i licheni sopravvissero per i 14 giorni di permanenza nello spazio.